# Gabriel Pellon
Pour les articles homonymes, voir Pellon.
Gabriel Pellon (10 décembre 1900 à Metz - 28 novembre 1975 à Munich), est un peintre, décorateur et scénographe allemand. 

## Biographie
Gabriel Pellon naît à Metz dans un milieu artistique, le 10 décembre 1900. Suivant les traces de son père, il suit une formation de décorateur de théâtre en 1917. Il se familiarise avec le cubisme après une rencontre avec le peintre André Dunoyer de Segonzac. Bien que lorrain d'origine, Gabriel Pellon quitte Metz après la rétrocession de l'Alsace-Moselle à la France. 
Gabriel Pellon s'installe à Berlin, où, ne pouvant vivre de son art, il travaille comme décorateur de théâtre. Il se lie d'amitié avec Otto Freundlich et le plasticien dadaïste Raoul Hausmann, tout en étant influencé par les œuvres de Marc Chagall. Influencé ensuite par les œuvres de Jérôme Bosch, il crée en 1924 une série de magischer Blätter pour une exposition à Berlin. De 1929 à 1967, Pellon travaillera en Allemagne pour le cinéma, puis pour la télévision, comme décorateur et scénographe, tout en continuant à peindre. Réfugié avec sa famille à Heiligenblut en Autriche à la fin de la guerre, il revient à Berlin en 1945. Là, il se remet à peindre et voyage en Europe, notamment à Innsbruck, Vienne, Bucarest, Rome, Florence, Zurich, Nice et Paris. Dans les années 1950, il expose à Berlin ses compositions picturales, largement influencées par le Tachisme et le Cubisme. Ses œuvres, à la fois ludiques et surréalistes, évoquent aussi l'art de Dali. 
En 1960, Gabriel Pellon s'installe à Munich. Gabriel Pellon décéda à Munich le 28 novembre 1975.

## Œuvres picturales
- Fischbraut (huile sur toile) 1960
- Die Zeittrommel (huile sur toile) 1955-1960
- Illusionsakt (huile sur toile) 1958
- Komposition (huile sur bois) 1955

## Filmographie[4]
| - 1929 : Das Schweigen im Walde - 1930/31 : Die lustigen Weiber von Wien - 1931 : Die Nacht ohne Pause - 1932 : Eine Stadt steht Kopf - 1932/33 : Liebelei - 1934 : Der Schimmelreiter (de) - 1934 : Schwarzer Jäger Johanna - 1934 : Der stählerne Strahl - 1935 : Anschlag auf Schweda - 1935 : Die unmögliche Frau - 1936 : Nachtwache im Paradies - 1936 : Drei tolle Tage - 1937 : Gauner im Frack - 1937 : Mutterlied - 1938 : Kleines Bezirksgericht - 1938 : Geld fällt vom Himmel - 1939 : Drunter und drüber - 1939 : Roman eines Arztes - 1939 : Hochzeitsreise zu dritt - 1939 : Leidenschaft - 1939/40 : Polterabend - 1940 : Der dunkle Punkt - 1940 : Herzensfreud - Herzensleid - 1940 : Wetterleuchten um Barbara - 1942 : Das Bad auf der Tenne - 1942 : Floh im Ohr - 1943 : Ich werde dich auf Händen tragen - 1944 : Wir seh’n uns wieder - 1944/45 : Der Mann im Sattel - 1947 : Menschen in Gottes Hand - 1948 : Der Herr vom andern Stern - 1948 : Ballade berlinoise - 1949 : Martina - 1949 : Eine Nacht im Séparée - 1950 : La Fiancée de la Forêt-Noire - 1950 : Jahre des Schweigens - 1951 : Durch dick und dünn - 1951 : Grün ist die Heide - 1951 : Tanz ins Glück | - 1952 : Drei Tage Angst - 1952 : Ich warte auf dich - 1953 : Tagebuch einer Verliebten - 1953 : Alles für Papa - 1953 : Regine Amstetten - 1954 : Meine Schwester und ich - 1954 : Ihre große Prüfung - 1954 : Große Starparade - 1955 : Stern von Rio - 1955 : Le 20 Juillet - 1955 : Liebe, Tanz und 1000 Schlager - 1956 : Kirschen in Nachbars Garten - 1956 : Geliebte Corinna - 1957 : Ferien auf Immenhof - 1957 : Das haut hin - 1957 : Les Fredaines du capitaine (de) - 1957 : Le Troisième Sexe - 1957 : L'Étau - 1958 : Wenn die Conny mit dem Peter - 1958 : Majestät auf Abwegen - 1958 : Schlag auf Schlag - 1959 : À bout de nerfs - 1959 : Freddy unter fremden Sternen - 1959 : La Grande Vie - 1960 : Es ist soweit (TV-Sechsteiler) - 1960 : Der wahre Jakob - 1960 : Schwarzer Kies - 1961 : Die Kurve (TV) - 1961 : Staatsaffären (TV) - 1961 : Quadrille (TV) - 1961 : L'Invisible docteur Mabuse - 1962 : Nachts ging das Telefon - 1962 : Jeder stirbt für sich allein (TV) - 1962 : Der Rosenstock (TV) - 1963 : Sessel am Kamin (TV) - 1963 : Vorsätzlich (TV) - 1964 : Die Truhe (TV) - 1966 : Chasse aux renards interdite (Schonzeit für Füchse) - 1966 : Der sanfte Lauf - 1967 : Le Vampire et le Sang des vierges |